# Molla-Nepes
Molla-Nepes (en turcomano: Mollanepes; en ruso: Молланепес; 1810-1862) fue un poeta turcomano considerado uno de los más importantes en esa lengua, que recopiló la tradición literaria local.

## Biografía
Molla-Nepes nació en 1810 en el distrito de Sarajs del actual Turkmenistán. De niño recibió su primera educación en la escuela abierta por su padre, Gadirverdi, uno de los artistas intelectuales de su tiempo. Luego continúa sus estudios con Molla Mammadsalih, quien es conocido como un famoso pedagogo en Mari.
Cuando terminó allí, su padre lo envió a estudiar a las madrasas de Bujará y Jiva, que eran famosos centros educativos de la época. El poeta del futuro toma lecciones de reconocidos eruditos en las madrasas de estas ciudades, además de aprender los idiomas turco, árabe y persa; también tiene un profundo conocimiento de las ciencias que se enseñaban en ese momento, incluyendo teología, matemáticas, aritmética, geometría, astrología, química, lengua, literatura, historia y geografía.
El joven poeta, particularmente interesado en la literatura, estudia cuidadosamente las obras de representantes de la poesía clásica oriental en Bujará y Jiva, como Joya Ahmed Yesavi, Fuzuli, Nasimi, Navai, Nizami, Sadi, Hafiz, Jami, así como folklore oral. literatura, epopeyas y cuentos de hadas. Adquiere un profundo conocimiento de la teoría literaria, los medios de expresión artística, los géneros literarios, en definitiva, el sistema poético oriental. El niño que dejó a Mari como Tanrıverdi regresa a su tierra natal muchos años después como Molla-Nepes, un intelectual bien educado y un poeta que escribe poemas en silabario.
Molla-Nepes no solo inspiró a los valientes niños de su país con sus poemas, sino que también participó activamente en las batallas contra el Imperio ruso. El poeta que participó en la defensa de su patria cuando tenía más de 50 años resultó gravemente herido en una de las batallas y murió a los 52 años.

## Obra poética
Molla-Nepes es el autor del conocido dastan "Zohre y Tahir", creado en base al cuento popular sobre el amor de la hija del Sah, Zohra, y el joven Tahir. Escribió muchos otros poemas de amor: "Amado", "Nos sentimos bien juntos", "Allí y aquí", "¡No lo olvides!" y otros. Sin embargo, la mayoría de los poemas de Molla-Nepes no nos hayan llegado hoy en día, especialmente debido a la represión soviética en las décadas de 1920 y 1930 (que argumentaban que los poemas estaban en conflicto con la ideología bolchevique).
Los poemas de ciudadanía y patriotismo de Molla-Nepes son elegidos por su espíritu nacional. En el siglo XIX, la Rusia zarista quería invadir Turquestán y envió fuerzas militares a la región. Los turcomanos, uzbekos, kazajos, kirguíses, karakalpakos y tayikos, que lucharon en pequeños grupos y no tenían armas, no pudieron resistir frente a las unidades militares rusas, que estaban muy bien armadas para su época.

## Homenajes
Hay un asentamiento de tipo urbano en la provincia de Mari que lleva el nombre de Mollanepes en honor al poeta. Además el teatro estudiantil de Asjabad también lleva su nombre.